# 300
| [ Edytuj tabelę ] |                                          |
| Król Aksum        | - 270 Endubis 300                        |
| Król Armenii      | - 287 Tiridates III 330                  |
| Cesarz Chin       | - 290 Jin Huidi 307                      |
| Władca Korei      | - 292 Pongsang 300 - 300 Mich’ŏn 331     |
| Papież            | - 296 Marcelin 304                       |
| Król Persji       | - 293 Narses 302                         |
| Cesarz Rzymu      | - 284 Dioklecjan 305 - 286 Maksymian 305 |

Rok 300 / CCC
stulecia: II wiek ~
III wiek ~
IV wiek

lata: 290 «
295 «
296 «
297 «
298 «
299 «
300
» 301
» 302
» 303
» 304
» 305
» 310

## Wydarzenia
Afryka
- Państwo Aksum sprawowało kontrolę nad transportem towarów na Morzu Czerwonym.
- Założono miasto Dżenne w dzisiejszym Mali.

Ameryka Północna
- Wybuch wulkanu Xitle zniszczył mezoamerykańskie miasto Cuicuilco.

Azja
- Koniec okresu Yayoi w Japonii.
- Vātsyāyana Mallanaga napisał Kamasutrę (data przybliżona).
- W południowo-wschodnich Chinach zbudowano buddyjski klasztor Tiantong si.

Europa
- Reforma administracyjna Dioklecjana w Cesarstwie Rzymskim. Zwiększenie liczby prowincji do 110, utworzenie 13 diecezji, konsekwentne oddzielenie dowództwa wojskowego od władzy administracyjnej namiestników prowincji.

## Urodzili się
- Zenon z Werony, biskup (zm. 371).

## Zmarli
- Endubis, król Aksum (data niepewna).
- Liu Ling, chiński filozof taoista (ur. 221).
- Pei Wei, chiński konfucjanista (ur. 267).
- Zabdas z Jerozolimy, biskup.